# Серхіо Берті
Серхіо Берті (ісп. Sergio Berti, нар. 17 вересня 1969, провінція Санта-Фе) — аргентинський футболіст, півзахисник.
Насамперед відомий виступами за клуби «Бока Хуніорс» та «Рівер Плейт», а також національну збірну Аргентини.
Семиразовий чемпіон Аргентини. Переможець Рекопи Південної Америки. Володар Кубка Кубків УЄФА. Володар Кубка Лібертадорес.

## Клубна кар'єра
У дорослому футболі дебютував 1988 року виступами за команду клубу «Бока Хуніорс», в якій провів два сезони, взявши участь лише у 6 матчах чемпіонату.  За цей час виборов титул переможця Рекопи Південної Америки.
Своєю грою за цю команду привернув увагу представників тренерського штабу клубу «Рівер Плейт», до складу якого приєднався 1990 року. Відіграв за команду з Буенос-Айреса наступні два сезони своєї ігрової кар'єри. Більшість часу, проведеного у складі «Рівер Плейта», був основним гравцем команди. За цей час додав до переліку своїх трофеїв титул чемпіона Аргентини.
Протягом 1992—1993 років захищав кольори команди клубу «Парма», у складі якої додав до переліку своїх трофеїв титул володаря Кубка Кубків УЄФА.
1993 року повернувся до клубу «Рівер Плейт». Цього разу провів у складі його команди два сезони.  Граючи у складі «Рівер Плейта» також здебільшого виходив на поле в основному складі команди. За цей час додав до переліку своїх трофеїв ще один титул чемпіона Аргентини.
Протягом 1995—1996 років захищав кольори команди клубу «Реал Сарагоса».
З 1996 року знову, цього разу три сезони захищав кольори команди клубу «Рівер Плейт».  Тренерським штабом нового клубу також розглядався як гравець «основи». За цей час додав до переліку своїх трофеїв ще три титули чемпіона Аргентини.
Згодом з 1999 по 2002 рік грав у складі команд клубів «Америка», «Аль-Айн», «Уракан» та «Барселона» (Гуаякіль).
Завершив професійну ігрову кар'єру в шотландському клубі «Лівінгстон», за команду якого виступав протягом 2002—2002 років.

## Виступи за збірну
1994 року дебютував в офіційних матчах у складі національної збірної Аргентини. Протягом кар'єри у національній команді, яка тривала 5 років, провів у формі головної команди країни 22 матчі, забивши 1 гол.
У складі збірної був учасником розіграшу Кубка Америки 1995 року в Уругваї, розіграшу Кубка Америки 1997 року у Болівії та чемпіонату світу 1998 року у Франції.

## Титули і досягнення
- Чемпіон Аргентини (7):

«Рівер Плейт»:  1991,  1993, 1994, 1996, 1997, 1997 1999
- Переможець Рекопи Південної Америки (1):

«Бока Хуніорс»:  1990
- Володар Кубка Кубків УЄФА (1):

«Парма»:  1992–93
- Володар Кубка Лібертадорес (1):

«Рівер Плейт»:  1996
- Володар Суперкубка Лібертадорес (1):

«Рівер Плейт»: 1997